# مدرسة معتمدة

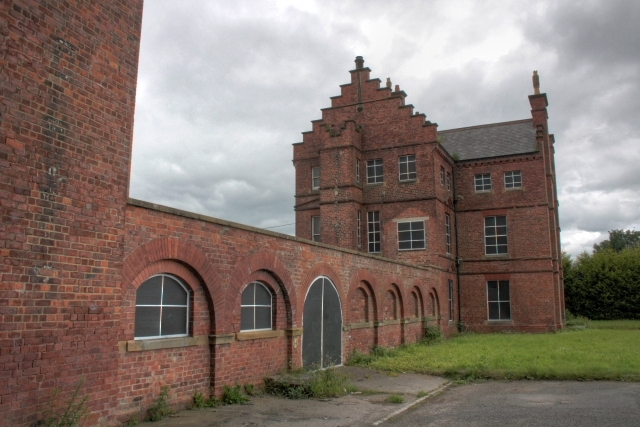
مدرسة القديس بيتر في مقاطعة دورهام، تم تحويلها إلى مدرسة معتمدة بعد الحرب العالمية الثانية.

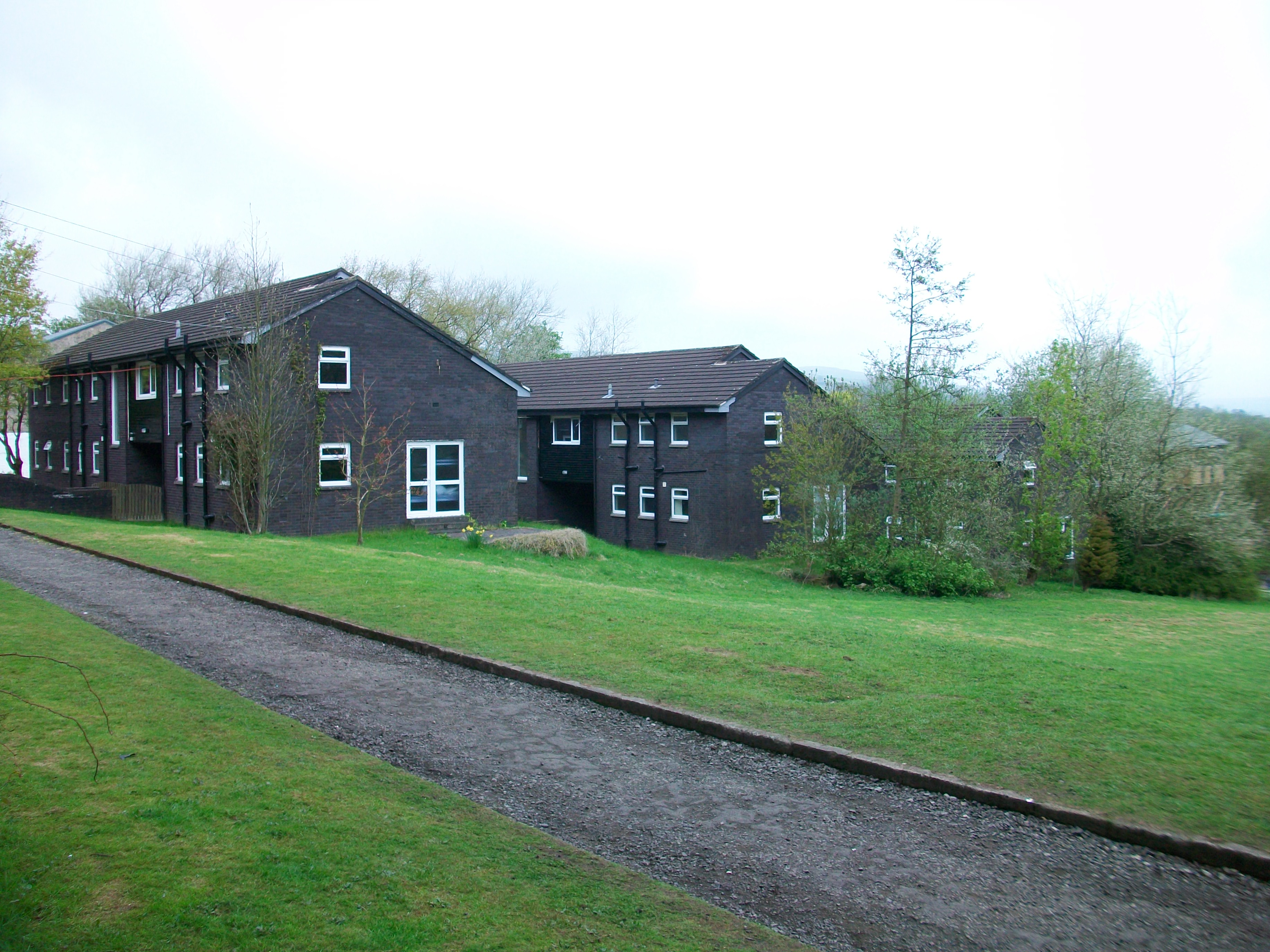
مجمعات سكنية بالقرب من قلعة دوبرويد، كانت تستخدم عندما كانت مدرسة معتمدة.

المدرسة المعتمدة هو مصطلح استخدم سابقًا في المملكة المتحدة لمؤسسة سكنية يرسل إليها الشباب من قبل المحكمة عند ارتكابهم جرائم عادة، ولكن في بعض الأحيان عند الحكم عليهم بالخروج عن السلطة الأبوية. فهو يشبه مصطلح المدرسة الإصلاحية في الولايات المتحدة. ولقد تم تصميم مثل هذه المدارس على غرار المدارس الإصلاحية العادية، التي كان من السهل نسبيًا الهروب منها. وهذا يميزها عن الإصلاحية، التي هي نوع من سجنالشباب الأكثر صرامة مع المزيد من الأسوار.
لقد دخل هذا المصطلح حيز الاستخدام عام 1933 عندما تم إنشاء المدارس المعتمدة من المدارس «الصناعية» أو «الإصلاحية» السابقة. ونتيجة لتطبيق قانون الأطفال والشباب 1969م، فقد تم استبدال هذا المصطلح بمصطلح «دور الرعاية» مع نقل مسؤوليتها إلى المجالس المحلية في سنغافورة، التي لم تكن حينذاك تحت الحكم البريطاني، واستمرت المدارس المعتمدة.

## لوائح المملكة المتحدة
كانت إدارة المدارس المعتمدة تتم غالبًا من قبل هيئات تطوعية ولكن تحت إشراف عام من وزارة الداخلية أو وزارة التعليم الأسكتلندية، وكانت تخضع لقوانين المدارس المعتمدة 1933م. وتقوم وزارة الداخلية بتعيين فريق من المفتشين الذين يقومون بزيارة كل مؤسسة بين الحين والآخر. وتتولى وزارة التعليم الأسكتلندية وضع الترتيبات المناسبة للتفتيش والإدارة.
من يتم إرسالهم من مرتكبي الجرائم إلى المدارس المعتمدة يتم تعيينهم في مجموعات للأنشطة مثل البناء والبناء بالقرميد وتشكيل المعادن والنجارة والبستنة، وذلك بجانب تلقيهم التعليم الأكاديمي. كانت تعرف العديد من المدارس المعتمدة بتطبيق نظام تأديب صارم، باستخدام العقاب البدني عند الضرورة، وكان من أشدها استخدام الضرب بالعصا أو الجلد الذي كان شائعًا في المدارس الثانوية العادية. وعلى وجه الخصوص، فمن كان يهرب من الأولاد كان يتلقى عادة أقصى عقوبة من الضرب بالعصا بمجرد إعادته للمدرسة، وقد وجدت دراسة إحصائية عام 1971 أن ذلك كان رادعًا فعالاً.
في أسكتلندا، بعد عام 1961، تم السماح لمديري المدارس فقط بتطبيق العقاب البدني باستخدام الجلد. وكان لابد من تسجيل كل واقعة في كتيب العقوبات الخاص بالمدرسة الذي يحدد الجريمة وجزء جسم الطفل الذي تلقى العقاب. ثم بعد ذلك يتم التوقيع عليه من قبل أطباء المدرسة أثناء زيارتهم الأسبوعية. قدمت الزيادة في عدد إجازة زيارة الوطن وتقديم مجموعة أكبر من الامتيازات نطاقًا للأنظمة دون استخدام عقاب بدني. [بحاجة لمصدر]

## الفئات العمرية
تم تقسيم المدارس المعتمدة إلى ثلاث فئات عمرية: صغرى ومتوسطة وعليا. وكان معظمها للبنين، والقليل منها كانت مدارس منفصلة للبنات.

## دور الرعاية
لقد توقف استخدام المصطلح «المدارس المعتمدة» رسميًا في المملكة المتحدة في أوائل السبعينيات. في إنجلترا وويلز، كنتيجة لقانون الأطفال والشباب 1969، وتم نقل مسؤولية هذه المؤسسات من الحكومة المركزية إلى المجالس المحلية وأعيدت تسميتها بالمصطلح «دور الرعاية».
في أسكتلندا، بعد نشر تقرير كيلبراندن، تم إدراج توصياته في قانون الخدمة الاجتماعية 1968 (بأسكتلندا)، ومع تقديم جلسات محاكمة الأطفال، استمرت إدارة الأطفال المجرمين في الاختلاف عن تلك التي في إنجلترا.